# 野獣狩り カウボーイ・スタイル
野獣狩り カウボーイ・スタイル（原題Cowboy in Africa）は、1967年に製作されたイギリス映画である。アメリカでは"Africa-Texas Style"のタイトルで公開された。後に米ABCで、Cowboy in AfricaのタイトルでTVシリーズ化され、トム・ナディーニが映画と同じジョンの役を、動物学者コップを演じたロナルド・ハワードがヘイスの役を演じた。

## あらすじ
ケニアの大牧場主ヘイスは、野生動物を家畜のように飼育して、食肉を取り、また、草原が動物たちによって荒らされるのを防ごうと考えていた。この仕事のために、カウボーイのジムと、彼の相棒でナバホ・インディアンのジョンをアメリカから呼びよせたが、近くの牧場経営者ベッカーは、野獣が病気を媒介すると主張し、動物学者とその婚約者を抱き込んで、ヘイス牧場にさまざまな嫌がらせを続けた。しかしヘイスは政府の許可を既に取っており、2人のカウボーイの尽力もあって、野獣牧場は完成にこぎつけた。ついにベッカーは、ヘイス牧場の囲をこわして、動物たちを皆逃がしてしまったが、翌朝、動物たちは自ら牧場に帰ってきた。この件でベッカーは逮捕され、ジムとジョンは、この地に留まることを決意する。

## キャスト
- ジム：ヒュー・オブライエン
- ヘイス：ジョン・ミルズ
- ベッカー：ナイジェル・グリーン
- ジョン：トム・ナディーニ
- 動物学者コップ：ロナルド・ハワード
- 婚約者フェイ：エイドリアン・コリ
- サムソン：チャールズ・マリンダ

## スタッフ
- 監督：アンドリュー・マルトン
- 製作：アンドリュー・マルトン
- 脚本：アンディ・ホワイト
- 撮影：ハリー・ギラム
- 音楽：マルコム・アーノルド